# MED11
MED11‏ (Mediator complex subunit 11) هوَ بروتين يُشَفر بواسطة جين MED11 في الإنسان.